# Puchar Heinekena (2000/2001)
Puchar Heinekena 2000/2001 – szósta edycja Pucharu Heinekena, pierwszego poziomu europejskich klubowych rozgrywek w rugby union. Zawody odbyły się w dniach 06 października 2000 – 19 maja 2001 roku.
Najwięcej punktów w sezonie zdobył Diego Domínguez, w klasyfikacji przyłożeń zwyciężył zaś Matthew Robinson.

## Faza grupowa

### Grupa A
| 6 października 200019:00 | Edinburgh Reivers                                                                                         | 29:21(16:11) | Leinster                                                                      | Myreside, Edynburg Widzów: 3 700 Sędzia: Daniel Gillet |
| 6 października 200019:00 | Chris Paterson 5 (P) Duncan Hodge 3 (K) Gordon Ross 11 (pd dg 2K) Kevin Utterson 5 (P) Simon Taylor 5 (P) | 29:21(16:11) | Eddie Hekenui 6 (2K) Emmett Byrne 5 (P) Girvan Dempsey 5 (P) Kevin Putt 5 (P) | Myreside, Edynburg Widzów: 3 700 Sędzia: Daniel Gillet |
| 6 października 200019:00 | Cameron Murray                                                                                            | 29:21(16:11) |                                                                               | Myreside, Edynburg Widzów: 3 700 Sędzia: Daniel Gillet |

| 7 października 200016:15 | Biarritz                                                                                         | 37:30(17:5) | Northampton Saints                                                                                | Parc des Sports Aguiléra, Biarritz Widzów: 10 000 Sędzia: Alan Lewis |
| 7 października 200016:15 | Frano Botica 17 (4pd 3K) Philippe Bernat-Salles 5 (P) Philippe Bidabe 5 (P) Serge Betsen 10 (2P) | 37:30(17:5) | Alistair Hepher 10 (P pd K) Ben Cohen 5 (P) Ian Vass 5 (P) Matthew Stewart 5 (P) Rob Hunter 5 (P) | Parc des Sports Aguiléra, Biarritz Widzów: 10 000 Sędzia: Alan Lewis |
| 7 października 200016:15 | Nicolas Morlaes                                                                                  | 37:30(17:5) |                                                                                                   | Parc des Sports Aguiléra, Biarritz Widzów: 10 000 Sędzia: Alan Lewis |

| 13 października 200019:00 | Leinster | 35:9(15:9) | Biarritz             | Ravenhill Stadium, Belfast Widzów: 4 000 Sędzia: Robert Davies |
| 13 października 200019:00 | Brian O’Driscoll 5 (P) Denis Hickie 3 (dg) Eddie Hekenui 9 (3pd K) Gordon D’Arcy 5 (P) Mark McHugh 3 (K) Shane Horgan 10 (2P) | 35:9(15:9) | Laurent Mazas 9 (3K) | Ravenhill Stadium, Belfast Widzów: 4 000 Sędzia: Robert Davies |
| 13 października 200019:00 | Trevor Brennan | 35:9(15:9) |                      | Ravenhill Stadium, Belfast Widzów: 4 000 Sędzia: Robert Davies |

| 14 października 200015:00 | Northampton Saints                       | 22:23(16:3) | Edinburgh Reivers                                                   | Franklin’s Gardens, Northampton Widzów: 7 057 Sędzia: Antonio Lombardi |
| 14 października 200015:00 | Paul Grayson 17 (pd 5K) Tim Rodber 5 (P) | 22:23(16:3) | Chris Paterson 5 (P) Duncan Hodge 13 (2pd dg 2K) Graeme Burns 5 (P) | Franklin’s Gardens, Northampton Widzów: 7 057 Sędzia: Antonio Lombardi |
| 14 października 200015:00 | Budge Pountney                           | 22:23(16:3) | Don Mackinnon · Stuart Lang                                         | Franklin’s Gardens, Northampton Widzów: 7 057 Sędzia: Antonio Lombardi |

| 21 października 200015:00 | Northampton Saints                          | 8:14(5:8) | Leinster                                                                         | Franklin’s Gardens, Northampton Widzów: 7 183 Sędzia: Clayton Thomas |
| 21 października 200015:00 | Matt Dawson 3 (K) Simon Webster 5 (P)       | 8:14(5:8) | Brian O’Meara 3 (dg) Denis Hickie 5 (P) Eddie Hekenui 3 (K) Girvan Dempsey 3 (K) | Franklin’s Gardens, Northampton Widzów: 7 183 Sędzia: Clayton Thomas |
| 21 października 200015:00 | Gary Halpin · Shane Horgan · Trevor Brennan | 8:14(5:8) |                                                                                  | Franklin’s Gardens, Northampton Widzów: 7 183 Sędzia: Clayton Thomas |

| 21 października 200018:30 | Biarritz                                             | 29:18(20:3) | Edinburgh Reivers                                              | Parc des Sports Aguiléra, Biarritz Widzów: 4 000 Sędzia: Murray Whyte |
| 21 października 200018:30 | Christophe Milheres 10 (2P) Frano Botica 19 (2pd 5K) | 29:18(20:3) | Cameron Murray 5 (P) Duncan Hodge 8 (pd 2K) Nathan Hines 5 (P) | Parc des Sports Aguiléra, Biarritz Widzów: 4 000 Sędzia: Murray Whyte |

| 27 października 200019:00 | Edinburgh Reivers                                                                     | 27:35(3:22) | Biarritz                                           | Netherdale, Galashiels Widzów: 4 500 Sędzia: Chris White |
| 27 października 200019:00 | Cameron Murray 5 (P) Duncan Hodge 12 (3pd 2K) Graham Shiel 5 (P) Kevin Utterson 5 (P) | 27:35(3:22) | Frano Botica 25 (2pd 7K) Sébastien Bonetti 10 (2P) | Netherdale, Galashiels Widzów: 4 500 Sędzia: Chris White |
| 27 października 200019:00 | Iain Sinclair                                                                         | 27:35(3:22) | Jean-Michel Gonzalez · Thomas Lievremont           | Netherdale, Galashiels Widzów: 4 500 Sędzia: Chris White |

| 27 października 200019:00 | Leinster                                                                               | 40:31(17:25) | Northampton Saints                                                                        | Donnybrook Stadium, Dublin Widzów: 8 500 Sędzia: Joël Jutge |
| 27 października 200019:00 | Denis Hickie 5 (P) Eddie Hekenui 17 (4pd 3K) Gordon D’Arcy 15 (3P) Shane Horgan 3 (dg) | 40:31(17:25) | Alistair Hepher 16 (2pd dg 3K) Allan Bateman 5 (P) Grant Seely 5 (P) Steve Thompson 5 (P) | Donnybrook Stadium, Dublin Widzów: 8 500 Sędzia: Joël Jutge |
| 27 października 200019:00 | Malcolm O’Kelly                                                                        | 40:31(17:25) | Gary Pagel · Budge Pountney                                                               | Donnybrook Stadium, Dublin Widzów: 8 500 Sędzia: Joël Jutge |

| 12 stycznia 200119:00 | Leinster                                                                         | 34:34(24:9) | Edinburgh Reivers                                                                      | Donnybrook Stadium, Dublin Widzów: 8 000 Sędzia: Ashley Rowden |
| 12 stycznia 200119:00 | Bob Casey 5 (P) Brian O’Meara 19 (P 4pd 2K) Eddie Hekenui 5 (P) Leo Cullen 5 (P) | 34:34(24:9) | Chris Paterson 5 (P) David Officer 5 (P) Duncan Hodge 19 (2pd 5K) Kevin Utterson 5 (P) | Donnybrook Stadium, Dublin Widzów: 8 000 Sędzia: Ashley Rowden |

| 13 stycznia 200115:00 | Northampton Saints                                                               | 32:24(15:17) | Biarritz                                                                                          | Franklin’s Gardens, Northampton Widzów: 6 019 Sędzia: Nigel Whitehouse |
| 13 stycznia 200115:00 | Alistair Hepher 7 (2pd K) Ben Cohen 15 (3P) Nick Beal 5 (P) Steve Thompson 5 (P) | 32:24(15:17) | Frano Botica 9 (3pd K) Nicolas Couttet 5 (P) Philippe Bernat-Salles 5 (P) Sébastien Bonetti 5 (P) | Franklin’s Gardens, Northampton Widzów: 6 019 Sędzia: Nigel Whitehouse |
| 13 stycznia 200115:00 | Thomas Lievremont                                                                | 32:24(15:17) |                                                                                                   | Franklin’s Gardens, Northampton Widzów: 6 019 Sędzia: Nigel Whitehouse |

| 19 stycznia 200119:00 | Edinburgh Reivers       | 18:15(12:10) | Northampton Saints                                            | Murrayfield Stadium, Edynburg Widzów: 4 000 Sędzia: Alain Rolland |
| 19 stycznia 200119:00 | Duncan Hodge 18 (dg 5K) | 18:15(12:10) | Alistair Hepher 5 (pd K) Ben Cohen 5 (P) Steve Thompson 5 (P) | Murrayfield Stadium, Edynburg Widzów: 4 000 Sędzia: Alain Rolland |
| 19 stycznia 200119:00 | Iain Fullarton          | 18:15(12:10) | Grant Seely                                                   | Murrayfield Stadium, Edynburg Widzów: 4 000 Sędzia: Alain Rolland |

| 20 stycznia 200118:30 | Biarritz                                                             | 30:10(9:3) | Leinster                                    | Parc des Sports Aguiléra, Biarritz Widzów: 10 000 Sędzia: Giovanni Morandin |
| 20 stycznia 200118:30 | Christophe Milheres 5 (P) Frano Botica 20 (pd 6K) Serge Betsen 5 (P) | 30:10(9:3) | Brian O’Meara 5 (pd K) Girvan Dempsey 5 (P) | Parc des Sports Aguiléra, Biarritz Widzów: 10 000 Sędzia: Giovanni Morandin |

### Grupa B
| 7 października 200014:30 | Swansea                                                                 | 54:28(31:13) | London Wasps                                                  | St. Helens Ground, Swansea Widzów: 5 500 Sędzia: Joël Dumé |
| 7 października 200014:30 | Arwel Thomas 29 (4pd 3dg 4K) Matthew Robinson 20 (4P) Scott Gibbs 5 (P) | 54:28(31:13) | Joe Worsley 10 (2P) Josh Lewsey 5 (P) Kenny Logan 13 (2pd 3K) | St. Helens Ground, Swansea Widzów: 5 500 Sędzia: Joël Dumé |
| 7 października 200014:30 | Tyrone Maullin                                                          | 54:28(31:13) |                                                               | St. Helens Ground, Swansea Widzów: 5 500 Sędzia: Joël Dumé |

| 7 października 200019:00 | Stade Français | 92:7(36:0) | L’Aquila                                      | Stade Jean-Bouin, Paryż Widzów: 6 000 Sędzia: Robin Goodliffe |
| 7 października 200019:00 | Franck Comba 10 (2P) Brian Lima 10 (2P) Christophe Juillet 5 (P) Christophe Laussucq 5 (P) Cliff Mytton 5 (P) Diego Domínguez 32 (P 12pd K) Fabrice Landreau 5 (P) Pieter de Villiers 5 (P) Simon Mason 5 (P) Thomas Lombard 10 (2P) | 92:7(36:0) | Francesco Napoli 5 (P) Richard Burgess 2 (pd) | Stade Jean-Bouin, Paryż Widzów: 6 000 Sędzia: Robin Goodliffe |

| 14 października 200014:30 | Swansea                       | 18:16(6:11) | Stade Français                                                   | St. Helens Ground, Swansea Widzów: 4 500 Sędzia: Ed Morrison |
| 14 października 200014:30 | Arwel Thomas 18 (3dg 3K)      | 18:16(6:11) | Franck Comba 5 (P) Diego Domínguez 6 (2K) Fabrice Landreau 5 (P) | St. Helens Ground, Swansea Widzów: 4 500 Sędzia: Ed Morrison |
| 14 października 200014:30 | Garin Jenkins · Colin Charvis | 18:16(6:11) |                                                                  | St. Helens Ground, Swansea Widzów: 4 500 Sędzia: Ed Morrison |

| 15 października 200015:00 | L’Aquila                                        | 10:39(3:32) | London Wasps | Stadio Tommaso Fattori, L’Aquila Widzów: 3 500 Sędzia: Andy Ireland |
| 15 października 200015:00 | Francesco Napoli 5 (P) Richard Burgess 5 (pd K) | 10:39(3:32) | Alex King 9 (3pd K) Josh Lewsey 5 (P) Paul Volley 5 (P) Rob Henderson 10 (2P) Simon Shaw 5 (P) Trevor Leota 5 (P) | Stadio Tommaso Fattori, L’Aquila Widzów: 3 500 Sędzia: Andy Ireland |

| 21 października 200015:15 | Stade Français                                                                                       | 40:10(18:10) | London Wasps            | Stade Jean-Bouin, Paryż Widzów: 8 000 Sędzia: Alan Lewis |
| 21 października 200015:15 | Christophe Dominici 10 (2P) Diego Domínguez 20 (P 3pd 3K) Patrice Collazo 5 (P) Thomas Lombard 5 (P) | 40:10(18:10) | Kenny Logan 10 (P pd K) | Stade Jean-Bouin, Paryż Widzów: 8 000 Sędzia: Alan Lewis |

| 22 października 200015:00 | L’Aquila                | 6:70(3:23) | Swansea | Stadio Tommaso Fattori, L’Aquila Widzów: 1 500 Sędzia: Steve Lander |
| 22 października 200015:00 | Francesco Hostie 6 (2K) | 6:70(3:23) | Arwel Thomas 22 (P 4pd 3K) Cerith Rees 8 (4pd) Chris Wells 10 (2P) Mark Taylor 5 (P) Matthew Robinson 10 (2P) Scott Gibbs 5 (P) Shaun Payne 5 (P) Sililo Martens 5 (P) | Stadio Tommaso Fattori, L’Aquila Widzów: 1 500 Sędzia: Steve Lander |

| 28 października 200014:30 | Swansea | 73:3(25:3) | L’Aquila             | St. Helens Ground, Swansea Widzów: 3 000 Sędzia: Jean-Christophe Gastou |
| 28 października 200014:30 | Cerith Rees 10 (P pd K) Gavin Henson 18 (2P 4pd) Hywel Jenkins 5 (P) Kevin Morgan 15 (3P) Mark Taylor 10 (2P) Matthew Robinson 10 (2P) Paul Moriarty 5 (P) | 73:3(25:3) | Jamie Connolly 3 (K) | St. Helens Ground, Swansea Widzów: 3 000 Sędzia: Jean-Christophe Gastou |
| 28 października 200014:30 | Francesco Napoli · Maurizio Zaffiri | 73:3(25:3) |                      | St. Helens Ground, Swansea Widzów: 3 000 Sędzia: Jean-Christophe Gastou |

| 29 października 200015:00 | London Wasps                             | 28:31(18:19) | Stade Français                                | Loftus Road, Londyn Widzów: 8 233 Sędzia: Rob Dickson |
| 29 października 200015:00 | Kenny Logan 23 (pd 7K) Mark Denney 5 (P) | 28:31(18:19) | Franck Comba 5 (P) Diego Domínguez 26 (pd 8K) | Loftus Road, Londyn Widzów: 8 233 Sędzia: Rob Dickson |
| 29 października 200015:00 | Mark Denney                              | 28:31(18:19) | Pablo Lemoine                                 | Loftus Road, Londyn Widzów: 8 233 Sędzia: Rob Dickson |

| 13 stycznia 200115:00 | L’Aquila                                | 9:76(9:40) | Stade Français | Stadio Tommaso Fattori, L’Aquila Widzów: 1 500 Sędzia: Robert Davies |
| 13 stycznia 200115:00 | Andrea Masi 6 (2K) Jamie Connolly 3 (K) | 9:76(9:40) | Franck Comba 14 (2P 2pd) Arthur Gomes 5 (P) Christophe Dominici 10 (2P) Christophe Juillet 5 (P) Diego Domínguez 17 (P 6pd) Nicolas Raffault 5 (P) Pablo Lemoine 5 (P) Pieter de Villiers 5 (P) Romain Froment 5 (P) Thomas Lombard 5 (P) | Stadio Tommaso Fattori, L’Aquila Widzów: 1 500 Sędzia: Robert Davies |

| 14 stycznia 200115:00 | London Wasps                                                  | 28:16(10:13) | Swansea                                        | Loftus Road, Londyn Widzów: 6 383 Sędzia: Claudio Giacomel |
| 14 stycznia 200115:00 | Kenny Logan 13 (2pd 3K) Paul Sampson 10 (2P) Simon Shaw 5 (P) | 28:16(10:13) | Arwel Thomas 11 (pd 3K) Matthew Robinson 5 (P) | Loftus Road, Londyn Widzów: 6 383 Sędzia: Claudio Giacomel |

| 20 stycznia 200115:15 | Stade Français | 42:13(15:6) | Swansea                                  | Stade Jean-Bouin, Paryż Widzów: 12 000 Sędzia: Jim Fleming |
| 20 stycznia 200115:15 | Franck Comba 2 (pd) Christophe Moni 5 (P) Diego Domínguez 25 (2pd 7K) Raphaël Poulain 5 (P) Sylvain Marconnet 5 (P) | 42:13(15:6) | Arwel Thomas 8 (pd 2K) Shaun Payne 5 (P) | Stade Jean-Bouin, Paryż Widzów: 12 000 Sędzia: Jim Fleming |
| 20 stycznia 200115:15 | Andy Moore | 42:13(15:6) |                                          | Stade Jean-Bouin, Paryż Widzów: 12 000 Sędzia: Jim Fleming |

| 21 stycznia 200115:00 | London Wasps                                                                                            | 42:5(21:5) | L’Aquila                | Loftus Road, Londyn Widzów: 3 244 Sędzia: Paul Adams |
| 21 stycznia 200115:00 | Alex King 5 (P) Fraser Waters 5 (P) Kenny Logan 17 (P 6pd) Lawrence Dallaglio 5 (P) Mark Denney 10 (2P) | 42:5(21:5) | Pierpaolo Rotilio 5 (P) | Loftus Road, Londyn Widzów: 3 244 Sędzia: Paul Adams |

### Grupa C
| 6 października 200019:15 | Ulster                                                                | 32:23(16:13) | Cardiff                                       | Ravenhill Stadium, Belfast Widzów: 12 000 Sędzia: Iain Ramage |
| 6 października 200019:15 | David Humphreys 22 (2pd dg 5K) Ryan Constable 5 (P) Tyrone Howe 5 (P) | 32:23(16:13) | Craig Morgan 5 (P) Neil Jenkins 18 (P 2pd 3K) | Ravenhill Stadium, Belfast Widzów: 12 000 Sędzia: Iain Ramage |

| 7 października 200015:00 | Tuluza                                               | 22:32(15:16) | Saracens                                                                     | Stadium Municipal, Tuluza Widzów: 20 000 Sędzia: Alain Rolland |
| 7 października 200015:00 | Michel Marfaing 17 (2P 2pd K) Xavier Garbajosa 5 (P) | 22:32(15:16) | Darragh O’Mahony 5 (P) Scott Murray 5 (P) Thomas Castaignede 22 (2pd 2dg 4K) | Stadium Municipal, Tuluza Widzów: 20 000 Sędzia: Alain Rolland |

| 14 października 200017:35 | Cardiff                                           | 26:17(19:3) | Tuluza                                             | Cardiff Arms Park, Cardiff Widzów: 9 838 Sędzia: David McHugh |
| 14 października 200017:35 | Gareth Thomas 5 (P) Neil Jenkins 21 (P 2pd dg 3K) | 26:17(19:3) | Jerome Cazalbou 5 (P) Michel Marfaing 12 (P 2pd K) | Cardiff Arms Park, Cardiff Widzów: 9 838 Sędzia: David McHugh |
| 14 października 200017:35 | Hugues Miorin                                     | 26:17(19:3) |                                                    | Cardiff Arms Park, Cardiff Widzów: 9 838 Sędzia: David McHugh |

| 15 października 200015:00 | Saracens                                                                                  | 55:25(11:12) | Ulster                                         | Vicarage Road, Watford Widzów: 11 258 Sędzia: Claudio Giacomel |
| 15 października 200015:00 | Dan Luger 15 (3P) Duncan MacRae 5 (P) Richard Hill 10 (2P) Thomas Castaignede 25 (5pd 5K) | 55:25(11:12) | David Humphreys 20 (pd 6K) Shane Stewart 5 (P) | Vicarage Road, Watford Widzów: 11 258 Sędzia: Claudio Giacomel |
| 15 października 200015:00 | Kris Chesney                                                                              | 55:25(11:12) |                                                | Vicarage Road, Watford Widzów: 11 258 Sędzia: Claudio Giacomel |

| 21 października 200015:00 | Saracens                                                                                  | 23:32(9:27) | Cardiff                                                                                               | Vicarage Road, Watford Widzów: 10 824 Sędzia: Joël Jutge |
| 21 października 200015:00 | Duncan MacRae 6 (2K) Kevin Sorrell 5 (P) Kyran Bracken 5 (P) Thomas Castaignede 7 (2pd K) | 23:32(9:27) | Andrew Lewis 5 (P) Craig Quinnell 5 (P) Neil Jenkins 12 (3pd 2K) Pieter Muller 5 (P) Rob Howley 5 (P) | Vicarage Road, Watford Widzów: 10 824 Sędzia: Joël Jutge |
| 21 października 200015:00 | Robbie Russell · Scott Murray · Thomas Castaignede                                        | 23:32(9:27) | Craig Quinnell · Emyr Lewis                                                                           | Vicarage Road, Watford Widzów: 10 824 Sędzia: Joël Jutge |

| 22 października 200015:00 | Tuluza | 35:35(19:15) | Ulster                                                                                             | Stadium Municipal, Tuluza Widzów: 14 000 Sędzia: Nigel Williams |
| 22 października 200015:00 | Cédric Desbrosse 5 (P) Christian Labit 5 (P) Fabien Pelous 5 (P) Jerome Fillol 5 (P) Michel Marfaing 15 (3pd 3K) | 35:35(19:15) | Brad Free 5 (P) David Humphreys 15 (3pd 3K) James Topping 5 (P) Jonny Bell 5 (P) Tyrone Howe 5 (P) | Stadium Municipal, Tuluza Widzów: 14 000 Sędzia: Nigel Williams |
| 22 października 200015:00 | Franck Tournaire · Hugues Miorin                                                                                 | 35:35(19:15) | | Stadium Municipal, Tuluza Widzów: 14 000 Sędzia: Nigel Williams |

| 27 października 200019:05 | Cardiff                      | 24:14(15:8) | Saracens                                      | Cardiff Arms Park, Cardiff Widzów: 13 500 Sędzia: Antonio Lombardi |
| 27 października 200019:05 | Neil Jenkins 24 (8K)         | 24:14(15:8) | Kevin Sorrell 5 (P) Thomas Castaignede 9 (3K) | Cardiff Arms Park, Cardiff Widzów: 13 500 Sędzia: Antonio Lombardi |
| 27 października 200019:05 | Pieter Muller · Spencer John | 24:14(15:8) | Danny Grewcock · Scott Murray                 | Cardiff Arms Park, Cardiff Widzów: 13 500 Sędzia: Antonio Lombardi |

| 27 października 200019:30 | Ulster                                     | 25:29(13:9) | Tuluza                                                                                      | Ravenhill Stadium, Belfast Widzów: 12 000 Sędzia: Robin Goodliffe |
| 27 października 200019:30 | Andy Ward 5 (P) David Humphreys 20 (pd 6K) | 25:29(13:9) | Cédric Desbrosse 5 (P) Michel Marfaing 2 (pd) William Servat 5 (P) Yann Delaigue 17 (pd 5K) | Ravenhill Stadium, Belfast Widzów: 12 000 Sędzia: Robin Goodliffe |
| 27 października 200019:30 | Tony McWhirter                             | 25:29(13:9) |                                                                                             | Ravenhill Stadium, Belfast Widzów: 12 000 Sędzia: Robin Goodliffe |

| 12 stycznia 200119:05 | Cardiff                                                                   | 42:16(23:11) | Ulster                                       | Cardiff Arms Park, Cardiff Widzów: 10 500 Sędzia: Steve Lander |
| 12 stycznia 200119:05 | Craig Quinnell 5 (P) Jamie Robinson 10 (2P) Neil Jenkins 27 (P 2pd dg 5K) | 42:16(23:11) | David Humphreys 6 (2K) James Topping 10 (2P) | Cardiff Arms Park, Cardiff Widzów: 10 500 Sędzia: Steve Lander |

| 14 stycznia 200113:15 | Saracens                                                                                              | 37:30(13:13) | Tuluza                                                                                            | Vicarage Road, Watford Widzów: 8 461 Sędzia: Chuck Muir |
| 14 stycznia 200113:15 | Brett Sparg 5 (P) Duncan MacRae 17 (4pd 3K) Kevin Sorrell 5 (P) Kieran Roche 5 (P) Scott Murray 5 (P) | 37:30(13:13) | Alain Penaud 5 (P) Clément Poitrenaud 5 (P) Joseph Ilharreguy 5 (P) Michel Marfaing 15 (P 2pd 2K) | Vicarage Road, Watford Widzów: 8 461 Sędzia: Chuck Muir |

| 19 stycznia 200119:30 | Ulster                       | 13:21(3:7) | Saracens                                                       | Ravenhill Stadium, Belfast Widzów: 13 500 Sędzia: Joël Dumé |
| 19 stycznia 200119:30 | David Humphreys 13 (P pd 2K) | 13:21(3:7) | Duncan MacRae 11 (P 3pd) Richard Hill 5 (P) Tom Shanklin 5 (P) | Ravenhill Stadium, Belfast Widzów: 13 500 Sędzia: Joël Dumé |
| 19 stycznia 200119:30 | Justin Fitzpatrick           | 13:21(3:7) | Kris Chesney · Paul Wallace                                    | Ravenhill Stadium, Belfast Widzów: 13 500 Sędzia: Joël Dumé |

| 20 stycznia 200118:00 | Tuluza | 38:27(11:12) | Cardiff                                                          | Stade Ernest-Wallon, Tuluza Widzów: 10 000 Sędzia: Iain Ramage |
| 20 stycznia 200118:00 | Christian Califano 5 (P) Clément Poitrenaud 5 (P) Joseph Ilharreguy 5 (P) Stephane Ougier 18 (3pd 4K) Xavier Garbajosa 5 (P) | 38:27(11:12) | Neil Jenkins 17 (pd 5K) Owain Williams 5 (P) Rhys Williams 5 (P) | Stade Ernest-Wallon, Tuluza Widzów: 10 000 Sędzia: Iain Ramage |

### Grupa D
| 7 października 200014:00 | Munster                                                                              | 26:18(20:6) | Newport                                    | Thomond Park, Limerick Widzów: 9 200 Sędzia: Jim Fleming |
| 7 października 200014:00 | Anthony Horgan 5 (P) Frankie Sheahan 5 (P) Mick Galwey 5 (P) Ronan O’Gara 11 (pd 3K) | 26:18(20:6) | Ben Breeze 10 (2P) Shane Howarth 8 (pd 2K) | Thomond Park, Limerick Widzów: 9 200 Sędzia: Jim Fleming |

| 7 października 200018:05 | Bath                                  | 25:13(19:6) | Castres                                          | The Recreation Ground, Bath Widzów: 7 135 Sędzia: Nigel Williams |
| 7 października 200018:05 | Dan Lyle 5 (P) Jon Preston 20 (pd 6K) | 25:13(19:6) | Gregor Townsend 8 (pd 2K) Ismaila Lassissi 5 (P) | The Recreation Ground, Bath Widzów: 7 135 Sędzia: Nigel Williams |
| 7 października 200018:05 | John Mallett                          | 25:13(19:6) |                                                  | The Recreation Ground, Bath Widzów: 7 135 Sędzia: Nigel Williams |

| 13 października 200019:05 | Newport                                                                              | 28:17(22:10) | Bath                                                                       | Rodney Parade, Newport Widzów: 11 432 Sędzia: David Tyndall |
| 13 października 200019:05 | Andy Marinos 5 (P) Matt Mostyn 5 (P) Matthew Watkins 5 (P) Shane Howarth 13 (2pd 3K) | 28:17(22:10) | Gareth Cooper 5 (P) Jon Preston 3 (K) Matt Perry 4 (2pd) Shaun Berne 5 (P) | Rodney Parade, Newport Widzów: 11 432 Sędzia: David Tyndall |
| 13 października 200019:05 | Gary Teichmann                                                                       | 28:17(22:10) |                                                                            | Rodney Parade, Newport Widzów: 11 432 Sędzia: David Tyndall |

| 14 października 200019:30 | Castres                                                                  | 29:32(20:9) | Munster                                                             | Stade Pierre-Antoine, Castres Widzów: 7 500 Sędzia: Gareth Simmonds |
| 14 października 200019:30 | Arnaud Costes 5 (P) Gregor Townsend 19 (2pd 5K) Philippe Garrigues 5 (P) | 29:32(20:9) | Anthony Horgan 5 (P) Dominic Crotty 5 (P) Ronan O’Gara 22 (P pd 5K) | Stade Pierre-Antoine, Castres Widzów: 7 500 Sędzia: Gareth Simmonds |
| 14 października 200019:30 | Alan Quinlan                                                             | 29:32(20:9) |                                                                     | Stade Pierre-Antoine, Castres Widzów: 7 500 Sędzia: Gareth Simmonds |

| 21 października 200014:30 | Munster                                                                | 31:9(6:3) | Bath               | Thomond Park, Limerick Widzów: 13 400 Sędzia: Joël Dumé |
| 21 października 200014:30 | Anthony Horgan 10 (2P) David Wallace 5 (P) Ronan O’Gara 16 (2pd dg 3K) | 31:9(6:3) | Jon Preston 9 (3K) | Thomond Park, Limerick Widzów: 13 400 Sędzia: Joël Dumé |
| 21 października 200014:30 | Alan Quinlan                                                           | 31:9(6:3) | Mark Regan         | Thomond Park, Limerick Widzów: 13 400 Sędzia: Joël Dumé |

| 21 października 200014:30 | Newport                     | 21:20(9:7) | Castres                                                                                    | Rodney Parade, Newport Widzów: 7 118 Sędzia: Giovanni Morandin |
| 21 października 200014:30 | Shane Howarth 21 (7K)       | 21:20(9:7) | Gregor Townsend 5 (pd K) Kelly Rolleston 5 (P) Marc Biboulet 5 (P) Thierry Labrousse 5 (P) | Rodney Parade, Newport Widzów: 7 118 Sędzia: Giovanni Morandin |
| 21 października 200014:30 | Jose Diaz · Thierry Bourdet | 21:20(9:7) |                                                                                            | Rodney Parade, Newport Widzów: 7 118 Sędzia: Giovanni Morandin |

| 28 października 200017:00 | Bath                                  | 18:5(9:0) | Munster             | The Recreation Ground, Bath Widzów: 8 200 Sędzia: Nigel Whitehouse |
| 28 października 200017:00 | Jon Preston 12 (4K) Matt Perry 6 (2K) | 18:5(9:0) | David Wallace 5 (P) | The Recreation Ground, Bath Widzów: 8 200 Sędzia: Nigel Whitehouse |
| 28 października 200017:00 | Peter Clohessy                        | 18:5(9:0) |                     | The Recreation Ground, Bath Widzów: 8 200 Sędzia: Nigel Whitehouse |

| 28 października 200019:30 | Castres | 43:21(25:8) | Newport                                                   | Stade Pierre-Antoine, Castres Widzów: 4 000 Sędzia: Iain Ramage |
| 28 października 200019:30 | Francois Plisson 5 (P) Gregor Townsend 18 (3pd 4K) Guillaume Delmotte 5 (P) Rémy Vigneaux 5 (P) Thierry Bourdet 10 (2P) | 43:21(25:8) | Ben Breeze 5 (P) Ian Gough 5 (P) Shane Howarth 11 (pd 3K) | Stade Pierre-Antoine, Castres Widzów: 4 000 Sędzia: Iain Ramage |

| 13 stycznia 200117:15 | Castres                                                               | 19:32(14:10) | Bath                                                                                         | Stade Pierre-Antoine, Castres Widzów: 4 000 Sędzia: Giulio De Santis |
| 13 stycznia 200117:15 | Gregor Townsend 9 (3K) Guillaume Delmotte 5 (P) Jeremy Davidson 5 (P) | 19:32(14:10) | Gareth Cooper 5 (P) Martin Haag 5 (P) Matt Perry 7 (2pd K) Mike Catt 10 (2P) Tom Voyce 5 (P) | Stade Pierre-Antoine, Castres Widzów: 4 000 Sędzia: Giulio De Santis |

| 13 stycznia 200117:35 | Newport                                                       | 24:39(21:10) | Munster                                                                | Rodney Parade, Newport Widzów: 11 431 Sędzia: Joël Jutge |
| 13 stycznia 200117:35 | Matt Mostyn 5 (P) Matt Pini 5 (P) Shane Howarth 14 (pd dg 3K) | 24:39(21:10) | Anthony Horgan 5 (P) Mike Mullins 5 (P) Ronan O’Gara 29 (P 3pd 2dg 4K) | Rodney Parade, Newport Widzów: 11 431 Sędzia: Joël Jutge |
| 13 stycznia 200117:35 | Matt Mostyn                                                   | 24:39(21:10) |                                                                        | Rodney Parade, Newport Widzów: 11 431 Sędzia: Joël Jutge |

| 20 stycznia 200114:30 | Munster                                                          | 21:11(15:8) | Castres                                         | Musgrave Park, Cork Widzów: 9 000 Sędzia: Chris White |
| 20 stycznia 200114:30 | Anthony Foley 5 (P) Dominic Crotty 5 (P) Ronan O’Gara 11 (pd 3K) | 21:11(15:8) | Gregor Townsend 6 (2K) Guillaume Delmotte 5 (P) | Musgrave Park, Cork Widzów: 9 000 Sędzia: Chris White |
| 20 stycznia 200114:30 | Olivier Sarraméa                                                 | 21:11(15:8) |                                                 | Musgrave Park, Cork Widzów: 9 000 Sędzia: Chris White |

| 23 stycznia 200119:30 | Bath | 38:10(19:7) | Newport                                       | The Recreation Ground, Bath Widzów: 6 500 Sędzia: Daniel Gillet |
| 23 stycznia 200119:30 | Dan Lyle 2 (pd) David Barnes 5 (P) Gareth Cooper 5 (P) Gavin Thomas 5 (P) Jon Preston 7 (P pd) Matt Perry 4 (2pd) Shaun Berne 10 (2P) | 38:10(19:7) | Martyn Llewellyn 5 (P) Shane Howarth 5 (pd K) | The Recreation Ground, Bath Widzów: 6 500 Sędzia: Daniel Gillet |

### Grupa E
| 6 października 200019:05 | Llanelli                                                     | 20:27(13:14) | Gloucester                                                                                          | Stradey Park, Llanelli Widzów: 7 000 Sędzia: Giovanni Morandin |
| 6 października 200019:05 | Chris Wyatt 5 (P) Mark Jones 5 (P) Stephen Jones 10 (2pd 2K) | 20:27(13:14) | Andy Gomarsall 2 (pd) Andy Hazell 5 (P) Jason Little 5 (P) Simon Mannix 9 (3K) Terry Fanolua 6 (2K) | Stradey Park, Llanelli Widzów: 7 000 Sędzia: Giovanni Morandin |

| 7 października 200015:00 | Rugby Roma             | 5:14(0:6) | Colomiers                                    | Stadio Tre Fontane, Rzym Widzów: 600 Sędzia: David Davies |
| 7 października 200015:00 | Gonzalo Camardon 5 (P) | 5:14(0:6) | Jean-Luc Sadourny 5 (P) Mickael Carre 9 (3K) | Stadio Tre Fontane, Rzym Widzów: 600 Sędzia: David Davies |

| 14 października 200019:00 | Colomiers            | 6:19(3:6) | Llanelli                                  | Stade du Sélery, Colomiers Widzów: 2 000 Sędzia: Iain Ramage |
| 14 października 200019:00 | Mickael Carre 6 (2K) | 6:19(3:6) | Mark Jones 5 (P) Stephen Jones 14 (pd 4K) | Stade du Sélery, Colomiers Widzów: 2 000 Sędzia: Iain Ramage |
| 14 października 200019:00 | Fabien Galthie       | 6:19(3:6) | Vernon Cooper                             | Stade du Sélery, Colomiers Widzów: 2 000 Sędzia: Iain Ramage |

| 15 października 200015:00 | Gloucester                                                                               | 52:12(14:9) | Rugby Roma                   | Kingsholm Stadium, Gloucester Widzów: 6 000 Sędzia: Paul Adams |
| 15 października 200015:00 | Elton Moncrieff 16 (2pd 4K) Franck Schisano 5 (P) Terry Fanolua 6 (3pd) Tom Beim 25 (5P) | 52:12(14:9) | Andrea Scanavacca 12 (dg 3K) | Kingsholm Stadium, Gloucester Widzów: 6 000 Sędzia: Paul Adams |

| 21 października 200014:30 | Llanelli                                                                                                | 46:0(17:0) | Rugby Roma | Stradey Park, Llanelli Widzów: 5 100 Sędzia: Donal Courtney |
| 21 października 200014:30 | Chris Wyatt 5 (P) Dafydd James 10 (2P) Mark Jones 5 (P) Mike Buckingham 5 (P) Stephen Jones 21 (3pd 5K) | 46:0(17:0) |            | Stradey Park, Llanelli Widzów: 5 100 Sędzia: Donal Courtney |
| 21 października 200014:30 | Angelo Bencetti · Luke Gross                                                                            | 46:0(17:0) |            | Stradey Park, Llanelli Widzów: 5 100 Sędzia: Donal Courtney |

| 21 października 200019:35 | Gloucester                                   | 22:22(12:6) | Colomiers                                                | Kingsholm Stadium, Gloucester Widzów: 6 500 Sędzia: Marco Salera |
| 21 października 200019:35 | Byron Hayward 2 (pd) Elton Moncrieff 15 (5K) | 22:22(12:6) | Laurent Giolitti 5 (P) Laurent Marticorena 17 (pd dg 4K) | Kingsholm Stadium, Gloucester Widzów: 6 500 Sędzia: Marco Salera |
| 21 października 200019:35 | Chris Catling                                | 22:22(12:6) |                                                          | Kingsholm Stadium, Gloucester Widzów: 6 500 Sędzia: Marco Salera |

| 28 października 200015:15 | Colomiers                                                 | 30:19(6:6) | Gloucester                                  | Stade du Sélery, Colomiers Widzów: 6 000 Sędzia: David Tyndall |
| 28 października 200015:15 | Laurent Marticorena 25 (P pd dg 5K) Yannick Jauzion 5 (P) | 30:19(6:6) | Chris Catling 5 (P) Simon Mannix 14 (pd 4K) | Stade du Sélery, Colomiers Widzów: 6 000 Sędzia: David Tyndall |

| 28 października 200015:30 | Rugby Roma                                                             | 21:41(9:24) | Llanelli                                                                                            | Stadio Flaminio, Rzym Widzów: 1 000 Sędzia: Jean-Etienne Bernard |
| 28 października 200015:30 | Andrea Scanavacca 7 (P pd) Gonzalo Camardon 5 (P) Ramiro Pez 9 (dg 2K) | 21:41(9:24) | Dafydd James 5 (P) Guy Easterby 5 (P) John Davies 5 (P) Rupert Moon 5 (P) Stephen Jones 21 (3pd 5K) | Stadio Flaminio, Rzym Widzów: 1 000 Sędzia: Jean-Etienne Bernard |

| 13 stycznia 200115:00 | Gloucester                                     | 28:27(10:13) | Llanelli                                    | Kingsholm Stadium, Gloucester Widzów: 10 800 Sędzia: Didier Mené |
| 13 stycznia 200115:00 | Elton Moncrieff 3 (dg) Simon Mannix 20 (pd 6K) | 28:27(10:13) | Mark Jones 10 (2P) Stephen Jones 17 (pd 5K) | Kingsholm Stadium, Gloucester Widzów: 10 800 Sędzia: Didier Mené |
| 13 stycznia 200115:00 | Dafydd Jones · Salesi Finau                    | 28:27(10:13) |                                             | Kingsholm Stadium, Gloucester Widzów: 10 800 Sędzia: Didier Mené |

| 13 stycznia 200118:00 | Colomiers | 55:21(20:14) | Rugby Roma                                                  | Stade du Sélery, Colomiers Widzów: 3 000 Sędzia: Chris Rees |
| 13 stycznia 200118:00 | Benjamin Lhande 5 (P) Christophe Laurent 5 (P) Fabien Galthie 5 (P) Frederic Pedoussaut 5 (P) Jeremy Tomuli 5 (P) Jérome Sieurac 5 (P) Laurent Marticorena 20 (7pd 2K) Simon Hepher 5 (P) | 55:21(20:14) | Carlo Caione 5 (P) Philippe Farner 5 (P) Ramiro Pez 6 (3pd) | Stade du Sélery, Colomiers Widzów: 3 000 Sędzia: Chris Rees |

| 19 stycznia 200119:05 | Llanelli                                                                                                 | 34:21(17:3) | Colomiers                                                                            | Stradey Park, Llanelli Widzów: 10 803 Sędzia: Rob Dickson |
| 19 stycznia 200119:05 | Dafydd James 5 (P) Marcus Thomas 5 (P) Scott Quinnell 5 (P) Stephen Jones 14 (pd 4K) Wayne Proctor 5 (P) | 34:21(17:3) | Jeremy Tomuli 5 (P) Laurent Giolitti 5 (P) Mickael Carre 6 (2K) Thibaut Algret 5 (P) | Stradey Park, Llanelli Widzów: 10 803 Sędzia: Rob Dickson |
| 19 stycznia 200119:05 | Stéphane Delpuech                                                                                        | 34:21(17:3) |                                                                                      | Stradey Park, Llanelli Widzów: 10 803 Sędzia: Rob Dickson |

| 20 stycznia 200114:30 | Rugby Roma                                                                               | 29:38(17:25) | Gloucester                                                  | Stadio Tre Fontane, Rzym Widzów: 2 200 Sędzia: Gérard Borreani |
| 20 stycznia 200114:30 | Alfredo de Angelis 5 (P) Luca Corona 5 (P) Nicholas Martin 5 (P) Ramiro Pez 14 (P 3pd K) | 29:38(17:25) | Jason Little 5 (P) Joe Ewens 5 (P) Simon Mannix 28 (2pd 8K) | Stadio Tre Fontane, Rzym Widzów: 2 200 Sędzia: Gérard Borreani |

### Grupa F
| 7 października 200014:30 | Pontypridd                                                                        | 40:25(16:12) | Glasgow Caledonians                       | Sardis Road, Pontypridd Widzów: 2 500 Sędzia: Ashley Rowden |
| 7 października 200014:30 | Brent Cockbain 5 (P) Lee Jarvis 25 (P 4pd 4K) Lenny Woodard 5 (P) Paul John 5 (P) | 40:25(16:12) | Alan Bulloch 5 (P) Tommy Hayes 20 (pd 6K) | Sardis Road, Pontypridd Widzów: 2 500 Sędzia: Ashley Rowden |

| 7 października 200015:00 | Leicester Tigers                                                                                 | 46:18(15:6) | Pau                                                              | Welford Road, Leicester Widzów: 12 331 Sędzia: Rob Dickson |
| 7 października 200015:00 | Andy Goode 3 (dg) Jamie Hamilton 5 (P) Neil Back 5 (P) Pat Howard 5 (P) Tim Stimpson 23 (4pd 5K) | 46:18(15:6) | Damien Traille 5 (P) David Aucagne 8 (pd 2K) Pascal Bomati 5 (P) | Welford Road, Leicester Widzów: 12 331 Sędzia: Rob Dickson |
| 7 października 200015:00 | Pierre Triep-Capdeville                                                                          | 46:18(15:6) |                                                                  | Welford Road, Leicester Widzów: 12 331 Sędzia: Rob Dickson |

| 14 października 200014:00 | Pau                   | 12:9(6:6) | Pontypridd        | Stade du Hameau, Pau Widzów: 4 000 Sędzia: Brian Campsall |
| 14 października 200014:00 | David Aucagne 12 (4K) | 12:9(6:6) | Lee Jarvis 9 (3K) | Stade du Hameau, Pau Widzów: 4 000 Sędzia: Brian Campsall |

| 15 października 200015:00 | Glasgow Caledonians                                           | 21:33(10:17) | Leicester Tigers                                            | Hughenden, Glasgow Widzów: 3 500 Sędzia: Didier Mené |
| 15 października 200015:00 | Gavin Scott 5 (P) Gordon Simpson 5 (P) Tommy Hayes 11 (pd 3K) | 21:33(10:17) | Leon Lloyd 5 (P) Neil Back 5 (P) Tim Stimpson 23 (P 3pd 4K) | Hughenden, Glasgow Widzów: 3 500 Sędzia: Didier Mené |
| 15 października 200015:00 | Dorian West · Lewis Moody                                     | 21:33(10:17) |                                                             | Hughenden, Glasgow Widzów: 3 500 Sędzia: Didier Mené |

| 20 października 200019:05 | Pontypridd         | 18:11(9:11) | Leicester Tigers       | Sardis Road, Pontypridd Widzów: 4 500 Sędzia: John Hogg |
| 20 października 200019:05 | Lee Jarvis 18 (6K) | 18:11(9:11) | Tim Stimpson 11 (P 2K) | Sardis Road, Pontypridd Widzów: 4 500 Sędzia: John Hogg |

| 22 października 200014:00 | Glasgow Caledonians                                              | 24:46(12:13) | Pau | Hughenden, Glasgow Widzów: 2 700 Sędzia: Gareth Simmonds |
| 22 października 200014:00 | Alan Bulloch 5 (P) Gordon Simpson 5 (P) Mark McKenzie 14 (pd 4K) | 24:46(12:13) | Damien Traille 5 (P) David Arrieta 10 (2P) David Aucagne 21 (P 5pd 2K) Eric Gouloumet 5 (P) Nicolas Bacque 5 (P) | Hughenden, Glasgow Widzów: 2 700 Sędzia: Gareth Simmonds |

| 28 października 200019:30 | Pau | 44:16(32:6) | Glasgow Caledonians      | Stade du Hameau, Pau Widzów: 10 000 Sędzia: Claudio Giacomel |
| 28 października 200019:30 | Alain Lagouarde 5 (P) David Arrieta 5 (P) David Aucagne 14 (4pd 2K) Laurent Arbo 5 (P) Pascal Bomati 10 (2P) Thierry Cleda 5 (P) | 44:16(32:6) | Tommy Hayes 16 (P pd 3K) | Stade du Hameau, Pau Widzów: 10 000 Sędzia: Claudio Giacomel |
| 28 października 200019:30 | Alan Bulloch | 44:16(32:6) |                          | Stade du Hameau, Pau Widzów: 10 000 Sędzia: Claudio Giacomel |

| 28 października 200019:35 | Leicester Tigers                               | 27:19(13:8) | Pontypridd                                                | Welford Road, Leicester Widzów: 13 914 Sędzia: David McHugh |
| 28 października 200019:35 | Austin Healey 8 (P dg) Tim Stimpson 14 (pd 4K) | 27:19(13:8) | Lee Jarvis 9 (3K) Richard Parks 5 (P) Robert Sidoli 5 (P) | Welford Road, Leicester Widzów: 13 914 Sędzia: David McHugh |

| 13 stycznia 200115:15 | Pau                 | 3:20(3:11) | Leicester Tigers                                       | Stade du Hameau, Pau Widzów: 6 800 Sędzia: Alan Lewis |
| 13 stycznia 200115:15 | David Arrieta 3 (K) | 3:20(3:11) | Andy Goode 6 (2dg) Neil Back 5 (P) Tim Stimpson 9 (3K) | Stade du Hameau, Pau Widzów: 6 800 Sędzia: Alan Lewis |

| 14 stycznia 200115:00 | Glasgow Caledonians                             | 25:23(18:12) | Pontypridd                                | McDiarmid Park, Perth Widzów: 1 500 Sędzia: Gérard Borreani |
| 14 stycznia 200115:00 | Rowan Shepherd 5 (P) Tommy Hayes 20 (2P 2pd 2K) | 25:23(18:12) | Lee Jarvis 18 (dg 5K) Richard Parks 5 (P) | McDiarmid Park, Perth Widzów: 1 500 Sędzia: Gérard Borreani |

| 20 stycznia 200115:00 | Leicester Tigers                                                                                          | 41:26(21:16) | Glasgow Caledonians                                                                  | Welford Road, Leicester Widzów: 12 260 Sędzia: Antonio Lombardi |
| 20 stycznia 200115:00 | Dorian West 5 (P) Jamie Hamilton 5 (P) Ollie Smith 5 (P) Richard Cockerill 5 (P) Tim Stimpson 21 (3pd 5K) | 41:26(21:16) | Alan Bulloch 5 (P) Gordon Simpson 5 (P) Shaun Longstaff 5 (P) Tommy Hayes 11 (pd 3K) | Welford Road, Leicester Widzów: 12 260 Sędzia: Antonio Lombardi |
| 20 stycznia 200115:00 | Andy Nicol                                                                                                | 41:26(21:16) |                                                                                      | Welford Road, Leicester Widzów: 12 260 Sędzia: Antonio Lombardi |

| 21 stycznia 200114:30 | Pontypridd                                    | 27:31(11:12) | Pau | Brewery Field, Bridgend Widzów: 2 500 Sędzia: David McHugh |
| 21 stycznia 200114:30 | Lee Jarvis 22 (P pd 5K) Richard Johnson 5 (P) | 27:31(11:12) | David Arrieta 5 (P) David Aucagne 6 (3pd) Nicolas Brusque 5 (P) Pascal Bomati 10 (2P) Pierre Triep-Capdeville 5 (P) | Brewery Field, Bridgend Widzów: 2 500 Sędzia: David McHugh |
| 21 stycznia 200114:30 | Jason Lewis · Will James                      | 27:31(11:12) | | Brewery Field, Bridgend Widzów: 2 500 Sędzia: David McHugh |

## Faza pucharowa
|  |                  |                  |                  |                  |    |                  |                  |          |  |  |       |       |       |
|  | Ćwierćfinał      | Ćwierćfinał      | Ćwierćfinał      |                  |    | Półfinał         | Półfinał         | Półfinał |  |  | Finał | Finał | Finał |
|  | Ćwierćfinał      | Ćwierćfinał      | Ćwierćfinał      |                  |    | Półfinał         | Półfinał         | Półfinał |  |  | Finał | Finał | Finał |
|  | 27 stycznia 2001 |                  |                  |                  |    |                  |                  |          |  |  |       |       |       |
|  |                  |                  |                  |                  |    |                  |                  |          |  |  |       |       |       |
|  | Stade Français   | Stade Français   | 36               |                  |    |                  |                  |          |  |  |       |       |       |
|  | Stade Français   | Stade Français   | 36               | 21 kwietnia 2001 |    |                  |                  |          |  |  |       |       |       |
|  | Pau              | Pau              | 19               |                  |    |                  |                  |          |  |  |       |       |       |
|  | Pau              | Pau              | 19               |                  |    | Stade Français   | Stade Français   | 16       |  |  |       |       |       |
|  | 28 stycznia 2001 |                  |                  |                  |    | Stade Français   | Stade Français   | 16       |  |  |       |       |       |
|  |                  |                  | Munster          | Munster          | 15 |                  |                  |          |  |  |       |       |       |
|  | Munster          | Munster          | Munster          | Munster          | 15 | 38               |                  |          |  |  |       |       |       |
|  | Munster          | Munster          |                  |                  |    | 38               | 19 maja 2001     |          |  |  |       |       |       |
|  | Biarritz         | Biarritz         | 29               |                  |    |                  |                  |          |  |  |       |       |       |
|  | Biarritz         | Biarritz         | 29               |                  |    | Stade Français   | Stade Français   | 30       |  |  |       |       |       |
|  | 28 stycznia 2001 |                  |                  |                  |    | Stade Français   | Stade Français   | 30       |  |  |       |       |       |
|  |                  |                  | Leicester Tigers | Leicester Tigers | 34 |                  |                  |          |  |  |       |       |       |
|  | Leicester Tigers | Leicester Tigers | Leicester Tigers | Leicester Tigers | 34 | 41               |                  |          |  |  |       |       |       |
|  | Leicester Tigers | Leicester Tigers | 21 kwietnia 2001 |                  |    | 41               |                  |          |  |  |       |       |       |
|  | Swansea          | Swansea          | 10               |                  |    |                  |                  |          |  |  |       |       |       |
|  | Swansea          | Swansea          | 10               |                  |    | Leicester Tigers | Leicester Tigers | 19       |  |  |       |       |       |
|  | 27 stycznia 2001 |                  |                  |                  |    | Leicester Tigers | Leicester Tigers | 19       |  |  |       |       |       |
|  |                  |                  | Gloucester       | Gloucester       | 15 |                  |                  |          |  |  |       |       |       |
|  | Gloucester       | Gloucester       | Gloucester       | Gloucester       | 15 | 21               |                  |          |  |  |       |       |       |
|  | Gloucester       | Gloucester       |                  |                  |    |                  |                  |          |  |  |       |       |       |
|  | Cardiff          | Cardiff          | 15               |                  |    |                  |                  |          |  |  |       |       |       |
|  | Cardiff          | Cardiff          | 15               |                  |    |                  |                  |          |  |  |       |       |       |

| 28 stycznia 200114:45 | Munster                                       | 38:29(17:15) | Biarritz                                                                                    | Thomond Park, Limerick Widzów: 14 000 Sędzia: Ed Morrison |
| 28 stycznia 200114:45 | Anthony Foley 15 (3P) Ronan O’Gara 23 (pd 7K) | 38:29(17:15) | Christophe Milheres 10 (2P) Frano Botica 9 (3pd K) Sebastien Bonnet 5 (P) Stuart Legg 5 (P) | Thomond Park, Limerick Widzów: 14 000 Sędzia: Ed Morrison |
| 28 stycznia 200114:45 | Denis Avril                                   | 38:29(17:15) |                                                                                             | Thomond Park, Limerick Widzów: 14 000 Sędzia: Ed Morrison |

| 27 stycznia 200114:10 | Stade Français                                                                                     | 36:19(17:10) | Pau                                                 | Stade Jean-Bouin, Paryż Widzów: 8 000 Sędzia: Nigel Whitehouse |
| 27 stycznia 200114:10 | Franck Comba 5 (P) Christophe Laussucq 5 (P) Diego Domínguez 21 (3pd 2dg 3K) Raphaël Poulain 5 (P) | 36:19(17:10) | Christophe Paille 5 (P) David Aucagne 14 (pd dg 3K) | Stade Jean-Bouin, Paryż Widzów: 8 000 Sędzia: Nigel Whitehouse |

| 28 stycznia 200114:10 | Leicester Tigers                                                                        | 41:10(19:3) | Swansea                                                   | Welford Road, Leicester Widzów: 13 000 Sędzia: Alan Lewis |
| 28 stycznia 200114:10 | Andy Goode 8 (P dg) Austin Healey 5 (P) Geordan Murphy 10 (2P) Tim Stimpson 18 (3pd 4K) | 41:10(19:3) | Arwel Thomas 3 (K) Cerith Rees 2 (pd) Paul Moriarty 5 (P) | Welford Road, Leicester Widzów: 13 000 Sędzia: Alan Lewis |
| 28 stycznia 200114:10 | Garin Jenkins · James Griffiths                                                         | 41:10(19:3) |                                                           | Welford Road, Leicester Widzów: 13 000 Sędzia: Alan Lewis |

| 27 stycznia 200114:00 | Gloucester                               | 21:15(9:3) | Cardiff                                                    | Kingsholm Stadium, Gloucester Widzów: 10 800 Sędzia: Joël Jutge |
| 27 stycznia 200114:00 | Byron Hayward 3 (K) Simon Mannix 18 (6K) | 21:15(9:3) | Gareth Thomas 5 (P) Neil Jenkins 5 (pd K) Nick Walne 5 (P) | Kingsholm Stadium, Gloucester Widzów: 10 800 Sędzia: Joël Jutge |

| 21 kwietnia 200116:00 | Leicester Tigers                         | 19:15(16:9) | Gloucester           | Vicarage Road, Watford Widzów: 14 010 Sędzia: Joël Dumé |
| 21 kwietnia 200116:00 | Leon Lloyd 5 (P) Tim Stimpson 14 (pd 4K) | 19:15(16:9) | Simon Mannix 15 (5K) | Vicarage Road, Watford Widzów: 14 010 Sędzia: Joël Dumé |
| 21 kwietnia 200116:00 | Martin Johnson                           | 19:15(16:9) | Junior Paramore      | Vicarage Road, Watford Widzów: 14 010 Sędzia: Joël Dumé |

| 21 kwietnia 200115:00 | Stade Français                                | 16:15(16:6) | Munster              | Stadium Nord Lille Métropole, Villeneuve-d’Ascq Widzów: 20 400 Sędzia: Chris White |
| 21 kwietnia 200115:00 | Cliff Mytton 5 (P) Diego Domínguez 11 (pd 3K) | 16:15(16:6) | Ronan O’Gara 15 (5K) | Stadium Nord Lille Métropole, Villeneuve-d’Ascq Widzów: 20 400 Sędzia: Chris White |
| 21 kwietnia 200115:00 | Diego Domínguez                               | 16:15(16:6) |                      | Stadium Nord Lille Métropole, Villeneuve-d’Ascq Widzów: 20 400 Sędzia: Chris White |

| 19 maja 200115:00 | Stade Français             | 30:34(15:9) | Leicester Tigers                                            | Parc des Princes, Paryż Widzów: 44 000 Sędzia: David McHugh |
| 19 maja 200115:00 | Diego Domínguez 30 (dg 9K) | 30:34(15:9) | Leon Lloyd 10 (2P) Neil Back 5 (P) Tim Stimpson 19 (2pd 5K) | Parc des Princes, Paryż Widzów: 44 000 Sędzia: David McHugh |
| 19 maja 200115:00 | Fabrice Landreau           | 30:34(15:9) | Martin Johnson                                              | Parc des Princes, Paryż Widzów: 44 000 Sędzia: David McHugh |